# Тит Флавій Сабін (консул 82 року)
Тит Флавій Сабін (лат. Titus Flavius Sabinus; ? — 82) — політичний діяч часів ранньої Римської імперії, консул 82 року.

## Життєпис
Походив з імператорського роду Флавіїв. Стосовно дати народження немає відомостей. Син Тита Флавія Сабіна, консула-суффекта 69 та 72 років. Брав участь у боротьбі за владу на боці імператора Отона. Після поразки останнього у 69 році втік до родинного маєтку. Повернувся до Риму після перемоги Веспасіана. Втім значної ролі у політиці не відігравав. За деякими відомостями не відзначався особливими здібностями або амбіціями. У 81 році одружився з Юлією Флавією, донькою імператора Тита.
У 82 році обрано консулом разом з Доміціаном. Проте того ж року його було схоплено й страчено. Причинами цього називають різні події: за однією версією Сабіна оголосили не майбутнім консулом, а майбутнім імператором, з а іншою — Доміціан побоювався надмірного посилення Сабіна (консула та чоловіка доньки колишнього імператора), ще за однією — Доміціан був закоханий у дружину Сабіна — Юлію Флавію й таким чином вирішив розчистити шлях для себе.